# Скіппак Тауншип (округ Монтгомері, Пенсільванія)
Скіппак Тауншип (англ. Skippack Township) — селище (англ. township) в США, в окрузі Монтгомері штату Пенсільванія. Населення — 14 389 осіб (2020).

## Демографія
Згідно з переписом 2010 року, у селищі мешкало 13 715 осіб у 3737 домогосподарствах у складі 2912 родин. Було 3945 помешкань
Расовий склад населення:
| - 75,0 % — білих - 16,6 % — чорних або афроамериканців - 3,6 % — монголоїдів - 0,1 % — корінних американців - 3,5 % — осіб інших рас |

До двох чи більше рас належало 1,2 %. Частка іспаномовних становила 4,7 % від усіх жителів.
За віковим діапазоном населення розподілялося таким чином: 21,0 % — особи молодші 18 років, 68,7 % — особи у віці 18—64 років, 10,3 % — особи у віці 65 років та старші. Медіана віку мешканця становила 39,4 року. На 100 осіб жіночої статі у селищі припадало 159,2 чоловіків;  на 100 жінок у віці від 18 років та старших — 180,7 чоловіків також старших 18 років.
Середній дохід на одне домашнє господарство  становив 133 251 долар США (медіана — 108 324), а середній дохід на одну сім'ю — 156 055 доларів (медіана — 125 292). Медіана доходів становила 64 037 доларів для чоловіків та 79 792 долари для жінок. За межею бідності перебувало 4,1 % осіб, у тому числі 4,9 % дітей у віці до 18 років та 4,3 % осіб у віці 65 років та старших.
Цивільне працевлаштоване населення становило 5493 особи. Основні галузі зайнятості: освіта, охорона здоров'я та соціальна допомога — 21,8 %, науковці, спеціалісти, менеджери — 15,5 %, виробництво — 14,9 %.